# Cultura manchay
Manchay es una cultura que se desarrolló entre 1 800 a 800 a. C.. Se desarrolló en la costa central del Perú desde el valle de Huaura hasta el valle de Lurín y es considerada la cultura más antigua de Lima. Se caracteriza por ser los primeros constructores de los grandes pirámides en el valle de Lima, su arquitectura monumental es reconocida por su distribución y ubicación arquitectónica formada por tres pirámides que rodean una plaza y que desde una vista en planta están ordenadas en forma de letra "U", por este motivo es denominado Tradición de los Templos en forma de "U". Estos recintos estuvieron decorados con frisos multicolores presente en sitios arqueológicos como Cardal y Garagay.

## Investigaciones y excavaciones
Las primeras referencias a la tradición arquitectónica es mencionada por el arquitecto Carlos Williams en 1971. Estos sitios están conformado por tres plataformas, dos de ellas largas y angostas nombrados "brazo" que flanquean por una tercera "pirámide principal" , estas están ordenadas en forma de letra U.
Los arqueólogos Julio C. Tello y José Casafranca excavaron en el Templo en U de Mina Perdida. Casafranca también realizó trabajos en Templo en U de Garagay donde se develó un friso multicolor.
El arqueólogo Duccio Bonavia publicó "Arqueología del valle de Lurín" donde expone las labores realizadas en varios sitios, incluyendo el Templo en U de Mina Perdida.
Los arqueólogos Rogger Ravines y William Isbell realizaron excavaciones en Garagay. El arqueólogo Richard Burger ha trabajado en las excavaciones en los Templos en U de Cardal, Manchay y Mina Perdida, quien ha propuesto el nombre de cultura manchay para la Tradición de Templos en Forma de U.
En la huaca “La Florida”, un equipo de arqueólogos de la UNMSM halló una momia de un hombre adulto envuelta por un fardo funerario. La momia presenta una larga cabellera negra y yacía boca arriba con las extremidades inferiores atadas, estaba rodeado de objetos como piedras, conchas marinas, maíz, semillas y hojas de coca.